# فينيرا 2
فينيرا 2 هو مسبار فضاء سوفيتي أطلق ضمن مشروع فينيرا لاستكشاف كوكب الزهرة.
- الإطلاق في 12 نوفمبر 1965 الساعة 05:02:00
- كتلة المركبة المدارية 963 كغ

حملت فينيرا 2 على متنها جهاز بث تلفزيوني وفي 27 فبراير 1966 مرت المركبة على بعد 24,000 عن الزهرة ودخلت في مدار حول الشمس. تعطلت أنظمة فينيرا 2 قبل الاقتراب من الكوكب ولم يتم إرسال أي بيانات إلى الأرض.